# Елтън Мейо
Джордж Елтън Мейо (на английски: George Elton Mayo) е американски социолог и организационен психолог.

## Биография
Роден е на 26 декември 1880 година в Аделаида, Австралия. Той е преподавател в Университета на Куинсланд от 1919 до 1923 г. След това се мести в Университета на Пенсилвания, но прекарва по-голяма част от кариерата си в училището по бизнес при Харвардския университет (от 1926 – 1947), където е професор по икономика на индустрията.
Елтън Мейо е един от основателите на американската икономическа социология и автор на „доктрината за човешки отношения“.
Умира на 7 септември 1949 г. в Англия.

## Изследвания
Мейо е познат заради изследванията му в заводите на Хоторн в Чикаго и книгата му „Социалните проблеми на индустриалната цивилизация“ (1933). Изследванията, които той провежда през 30-те години, показват важността на групите при въздействие върху индивидите на работа. Това му позволява да направи определени заключения за това как трябва да се държат работодателите. Доказва, че подобряването на условията на труд ще повиши ефективността на труда.
Мейо провежда изследвания за начини за подобряване на производителността, например подобрение на осветлението на работното място. Това, което открива е, че удовлетворението от работата зависи до голяма степен от неформалните социални отношения в работния колектив. Той заключава, че представянето на хората на работното им място зависи както от социални въпроси, така и от условията на работа. Мейо предполага, че разделението между работническата „сантиментална логика“ и работодателската „логика на цена и ефикасност“, може да доведе до конфликт между организациите. Според Мейо:
- индивидуалните работници не може да се разглеждат изолирано, те трябва да се смятат за членове на група;
- паричните поощрения и добрите условия на работа са по-маловажни за индивида от нуждата му за принадлежност към група;
- неформалните и неофициални групи, сформирани на работното място, имат силно влияние върху поведението на работниците в групата;
- мениджърите трябва да са запознати с тези социални нужди и да се погрижат за тях, за да са сигурни, че работниците ще сътрудничат на организацията.

Работата на Мейо по време на експериментите в Хоторн е по-късно доразработена от Дъглас МакГрегър, тъй като те първоначално не показват как работните условия и организационна структура трябва да се променят, за да се повиши удовлетворението на работниците и тяхната производителност. Макгрегър предполага, че връзките между организационната структура, мотивация и продуктивност са много по-сложни, отколкото отначало предполага Мейо.